# 北京科技大学体育馆

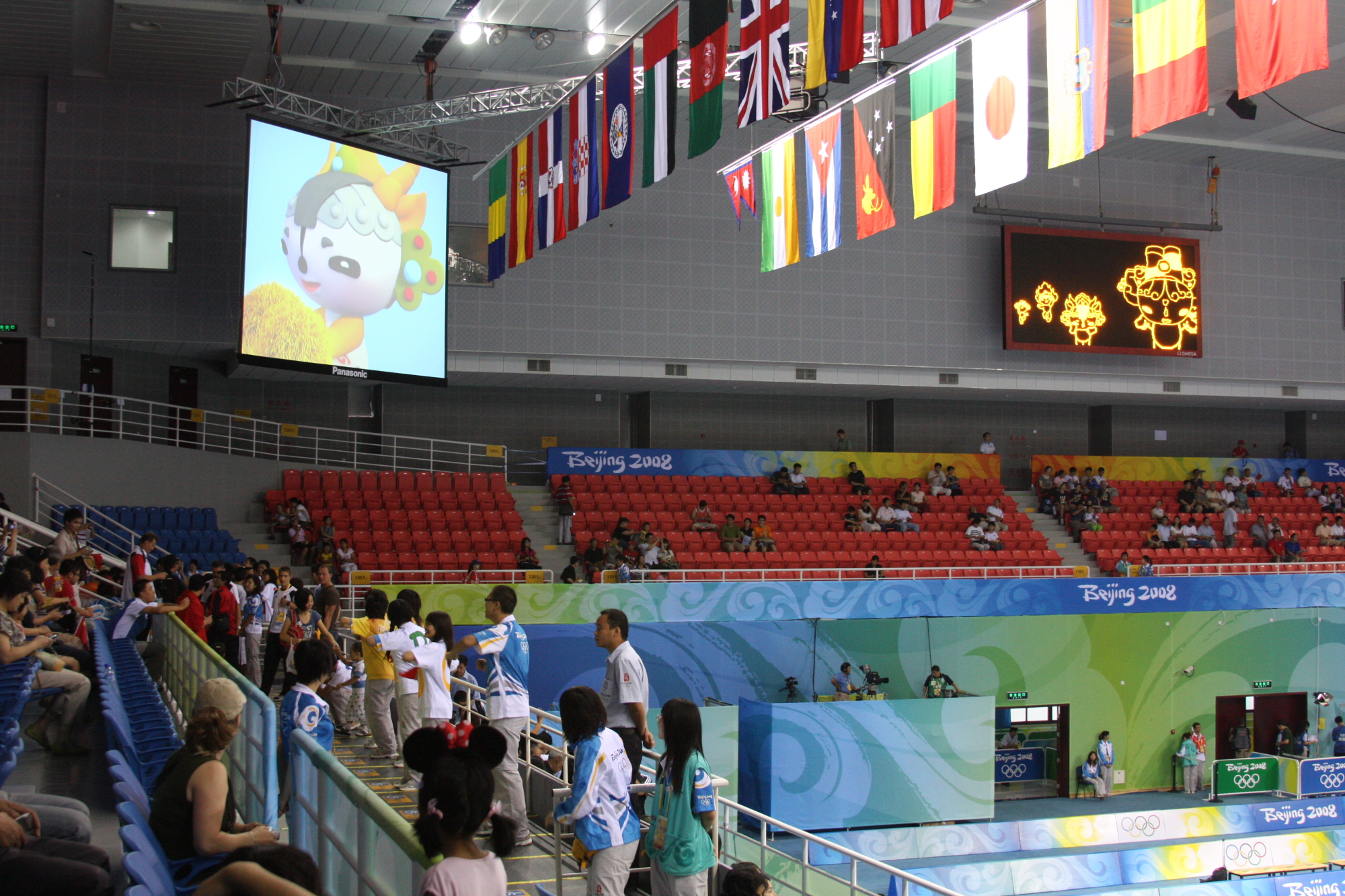
体育馆内一隅

北京科技大學體育館位於北京科技大學校内，同時又名2008年奧運會柔道館、跆拳道比賽館，是為2008年北京奧運柔道及跆拳道專項而建的比賽場館。奧運結束後的一個月左右，該體育館進行了殘疾奧運會的輪椅籃球和輪椅橄欖球比賽。
北京科技大學體育館的總建築面積為24,663平方米，由清华大学建筑设计研究院设计，最多可以容納8,012名觀眾。場館於2005年10月18日開始動工，2007年10月竣工。
北京科技大学体育馆於2009年4月19日正式对外开放。